# Dantya
Dantya is een geslacht van kreeftachtigen uit de klasse van de Ostracoda (mosselkreeftjes).

## Soorten
- Dantya benthedi Kornicker, 1983
- Dantya dajsiveteri Hartmann, 1978
- Dantya dux Kornicker in Kornicker & Thomassin, 1998
- Dantya elongata Kornicker & Sohn, 1976
- Dantya ferox Kornicker & Iliffe, 1989
- Dantya fossula Kornicker, 1983
- Dantya heardi Kornicker, 1986
- Dantya magnifica Kornicker & Cohen, 1978
- Dantya piercei Kornicker, 1983
- Dantya semikolon Hartmann, 1978
- Dantya septinoda Kornicker & Sohn, 1976
- Dantya serrata (Danielopol in Danielopol & Vandel, 1972) Kornicker & Sohn, 1976
- Dantya tryx Kornicker, 1994